# Святокшиська вища школа
Святокшиська вища школа — недержавний навчальний заклад у м. Кельцях, що спеціалізується на педагогіці та науках про здоров'я. Школа функціонує з 2003 року і внесена до реєстру недержавних вищих навчальних закладів Міністерства науки і вищої освіти Польщі під номером 272.
Ректором вишу є доктор Юзеф Красуський.

## Факультети і напрями
Нині вища школа надає можливість навчання на чотирьох напрямках на рівні бакалаврату:
- Педагогічний Факультет
  - педагогіка
  - соціальна робота
- Факультет охорони здоров'я
  - фізіотерапія
  - охорона громадського здоров'я.